# 中鉢美明

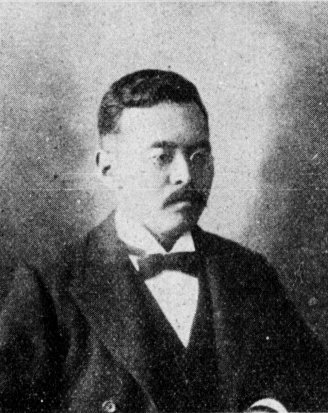
中鉢美明

中鉢 美明（ちゅうばち よしあき、1864年3月8日（元治元年2月1日） - 1936年（昭和11年）9月26日）は、日本の政治家、弁護士。衆議院議員、東京市助役。

## 略歴
1864年（元治元年）2月、陸奥国（後の宮城県）に仙台藩士浅井利兵衛の二男として生まれ、1967年（明治元年）に仙台藩士中鉢鐵三郞の養子となる。1890年（明治23年）に和仏法律学校(現・法政大学)を卒業する。
芝区会議員、東京市会議員、同参事会員などを経て、1902年（明治35年）、第7回衆議院議員総選挙に出馬し、当選する（立憲政友会）。
1903年（明治36年）に東京市助役に就任する。また、市区改正委員、不動貯蓄銀行監査役などを務める。
1936年（昭和11年）9月26日、死去。行年73歳。
墓所は中目黒の永隆寺。
戒名は眞晃院六湛美明居士。
息子に中鉢不二郎（小児科医師）、孫に中鉢正美（経済学者）がいる。

## 人物
1901年（明治34年）の東京市参事会への中鉢の「東京市政ニ関スル沿革ヲ調査編纂スルノ議」との建議により東京市史編纂事業がはじまる。その目的のひとつに、歴史資料として重要な行政文書の散逸防止がうたわれており、編纂にあたっては、本篇に先んじて、資料篇の編纂が優先された。1988年（昭和63年）に公文書館法が制定されてから、歴史資料である行政文書の保存・利用については、ますますその重要性が認識されるようになっているが、こうした資料の収集・保存重視の方針は、現在のような公文書館制度が確立されていなかった時代状況のなかで、先駆的ともいえる見識であったといえる。